# Janae Timmins
Janae Janelle Timmins (anteriormente: Hoyland) es un personaje ficticio de la serie de televisión australiana Neighbours, interpretada por la actriz Eliza Taylor-Cotter del 4 de abril del 2005 hasta el 8 de febrero del 2008.